# Classe Sangamon
La classe Sangamon est une classe de quatre porte-avions d'escorte construits pour l'United States Navy durant la Seconde Guerre mondiale. Entrés en service en tant que pétroliers T3 en 1939 et 1940, les quatre navires sont convertis en porte-avions en 1942.

## Conception
Les quatre navires sont construits à partir de 1938 en tant que pétroliers de type T3. Ils sont mis en service entre 1939 et 1940 sous les noms d'Esso Trenton, Markay, Esso New Orleans et Seakay. L'United States Navy les achète peu après et les met en service sous les désignations AO-28, AO-29, AO-31 et AO-33. Début 1942, décision est prise de les convertir en porte-avions d'escorte : les modifications sont effectuées de février à septembre. Les unités de la classe Sangamon possèdent une meilleure résistance que les porte-avions conçus à partir de cargos par exemple, grâce à un meilleur arrangement des compartiments étanches dû à leur fonctionnalité première : transporter des liquides inflammables. Ils possèdent aussi un pont d'envol plus grand, ce qui leur permet de transporter de plus gros avions.

## Unités de la classe
Les quatre navires étant des pétroliers convertis, le chantier indiqué dans le tableau ci-dessous est celui de leur conversion en porte-avions d'escorte.
| Nom      | Quille          | Lancement       | Commission | Armement          | Chantier                  | Destin                                                                     |
| -------- | --------------- | --------------- | ---------- | ----------------- | ------------------------- | -------------------------------------------------------------------------- |
| Sangamon | 13 mars 1939    | 4 novembre 1939 | 1940       | 25 août 1942      | Newport News Shipbuilding | Endommagé le 4 mai 1945, jamais réparé.                                    |
| Suwannee | 3 juin 1939     | 4 avril 1940    | 1940       | 24 septembre 1942 | Newport News Shipbuilding | Converti en porte-hélicoptères en juin 1955, rayé des listes en mars 1959. |
| Chenango | 10 juillet 1938 | 1er avril 1939  | 1939       | 19 septembre 1942 | Bethlehem Shipbuilding    | Converti en porte-hélicoptères en juin 1955, rayé des listes en mars 1959. |
| Santee   | 31 mai 1939     | 4 mars 1939     | 1939       | 24 août 1942      | Norfolk Naval Shipyard    | Converti en porte-hélicoptères en juin 1955, rayé des listes en mars 1959. |